# Pablo Felipe Teixeira
Pablo Felipe Teixeira (Londrina, 23 giugno 1992) è un calciatore brasiliano, attaccante del Sport Recife.

## Caratteristiche tecniche
È un'ala mancina.

## Carriera
Cresciuto nelle giovanili dell'Atlético Paranaense, ha esordito il 1º settembre 2011 in occasione di un match perso 1-0 contro l'Atlético Mineiro.

## Statistiche

### Presenze e reti nei club
Statistiche aggiornate al 17 marzo 2018.
| Stagione           | Squadra             | Campionato         | Campionato | Campionato | Coppe nazionali | Coppe nazionali | Coppe nazionali | Coppe continentali | Coppe continentali | Coppe continentali | Altre coppe | Altre coppe | Altre coppe | Totale | Totale | Totale |
| Stagione           | Squadra             | Comp               | Pres       | Reti       | Comp            | Pres            | Reti            | Comp               | Pres               | Reti               | Comp        | Pres        | Reti        | Pres   | Reti   |        |
| ------------------ | ------------------- | ------------------ | ---------- | ---------- | --------------- | --------------- | --------------- | ------------------ | ------------------ | ------------------ | ----------- | ----------- | ----------- | ------ | ------ | ------ |
| 2011               | Atlético Paranaense | A1/PR+A            | 0+4        | 0          | CB              | 0               | 0               |                    | -                  | -                  |             | -           | -           | 4      | 0      |        |
| 2012               | Atlético Paranaense | A1/PR+B            | 15+5       | 0          | CB              | 4               | 0               |                    | -                  | -                  |             | -           | -           | 24     | 0      |        |
| 2013               | Atlético Paranaense | A1/PR+A            | 7+0        | 1+0        | CB              | 0               | 0               |                    | -                  | -                  |             | -           | -           | 7      | 1      |        |
| 2013               | Figueirense         | PD/SC+A            | 0+25       | 0+8        | CB              | 2               | 0               |                    | -                  | -                  |             | -           | -           | 27     | 8      |        |
| gen.-giu. 2014     | Real Madrid B       | SDB                | 4          | 0          |                 | -               | -               |                    | -                  | -                  |             | -           | -           | 4      | 0      |        |
| 2014               | Figueirense         | PD/SC+A            | 0+19       | 0+4        | CB              | 1               | 0               |                    | -                  | -                  |             | -           | -           | 20     | 4      |        |
| Totale Figueirense | Totale Figueirense  | Totale Figueirense | 44         | 12         |                 | 3               | 0               |                    | -                  | -                  |             | -           | -           | 47     | 12     |        |
| 2015               | Cerezo Osaka        | J2                 | 40         | 8          | CJ+CI           | 0               | 0               |                    | -                  | -                  |             | -           | -           | 40     | 8      |        |
| 2016               | Atlético Paranaense | A1/PR+A            | 6+33       | 1+9        | CB              | 6               | 1               |                    | -                  | -                  | PL          | 3           | 1           | 48     | 12     |        |
| 2017               | Atlético Paranaense | A1/PR+A            | 1+22       | 0+1        | CB              | 3               | 1               | CL                 | 10                 | 1                  |             | -           | -           | 36     | 3      |        |
| 2018               | Atlético Paranaense | A1/PR+A            | 0+1        | 0+1        | CB              | 3               | 1               | CS                 | 1                  | 1                  |             | -           | -           | 5      | 3      |        |
| Totale carriera    | Totale carriera     | Totale carriera    | 182        | 33         |                 | 19              | 3               |                    | 11                 | 1                  |             | 3           | 1           | 215    | 38     |        |

## Palmarès

### Club

#### Competizioni internazionali
- Coppa Sudamericana: 1

Atlético Paranaense: 2018

#### Competizioni statali
- Campionato paulista: 1

San Paolo: 2021

### Individuale
- Capocannoniere della Coppa Sudamericana: 1

2018 (5 reti, alla pari con Nicolás Benedetti)